# Biston hypoleucos
Biston hypoleucos là một loài bướm đêm trong họ Geometridae.